# Шарапов, Пётр Николаевич

«Басни и сказки на французском и российском языках, содержащие в себе приятное нравоучение и т. д.» П. Шарапова (1820)

Пётр Никола́евич Шара́пов — русский писатель

 и переводчик первой четверти XIX века.
Автор книг «Описание народов, обитающих в Европе, Азии, Африке и Америке» (4 части, СПб., 1812); «Драгоценный детям подарок, или Новейшая Российская азбука, с приобщением нравоучений, молитв, священной истории, басен и повестей, также понятия о грамматике, арифметике» (СПб., 1818); «Басни и сказки на французском и российском языках, содержащие в себе приятное нравоучение и т. д.» (с французского, 2-е изд., СПб., 1820) и др.
Переводил также книги по географии (1812).
«Басни и сказки» — иллюстрированный сборник нравоучительных рассказов на русском и французском языках. Приведен параллельный текст на французском и русском языках. Иллюстрации к каждой басне собраны в таблицы — по четыре сюжета на страницу. Почти каждая история сопровождается мудрым и достойным «наставлением». В этой же книге помещены и две французские сказки «Сандрильиона» («Золушка») и «Синяя борода». Они также снабжены «наставлениями».